# アレクサンドラ・プロクロワ
アレクサンドラ・アレクサンドロヴナ・プロクロワ（ロシア語: Александра Александровна Проклова、ロシア語ラテン翻字: Alexandra Alexandrovna Proklova、2000年4月5日 - ）は、ロシアの元フィギュアスケート選手（女子シングル）。
ジュニア時代に鮮烈なデビューを飾ったが、オフシーズンに負傷。治療に時間がかかり、2015年3月にブヤノワにコーチ変更。ペアへの転向を図ったが、完治しないまま2017シーズンを以って引退を発表した。

## キャリア
モスクワ市出身。
CSKAモスクワスポーツスクールでフィギュア選手として各世代で国内トップの成績を残した。
ジュニアデビューシーズンとなった2014年にはロシア選手権でソチオリンピック個人金のソトニコワ、グランプリファイナル金のリプニツカヤ、世界ジュニア連覇のラディオノワに次ぐ4位に入り世界のフィギュア関係者を驚かせた。
翌2015年の3月に足を骨折し、ジャンプにおいて以前のパフォーマンスを取り戻せないため軽い体重を生かしてペアに転向しアンドレイ・デプータットと組んたがたびたび故障が再発し目立った成績を残せないまま3シーズン後の2018年に引退を発表した。

## 主な戦績
| 大会/年              | 2013-14 | 2014-15 |
| -------------------- | ------- | ------- |
| ロシア選手権         | 4       | 12      |
| ロシアJr.選手権      | 3       |         |
| JGPファイナル        | 5       |         |
| JGPクロアチア杯      |         | 3       |
| JGP B.シュベルター杯 |         | 3       |
| JGPチェコスケート    | 1       |         |
| JGPコシツェ          | 2       |         |
| ユーロユース五輪     |         | 1 J     |

### 詳細
| 2014-2015 シーズン    |                                                                |          |          |           |
| 開催日                | 大会名                                                         | SP       | FS       | 結果      |
| 2015年1月25日 - 30日  | ヨーロッパユースオリンピックフェスティバル（ドルンビルン）     | 2 50.75  | 1 102.11 | 1 152.86  |
| 2014年12月24日 - 28日 | ロシアフィギュアスケート選手権（ソチ）                         | 15 51.85 | 9 108.23 | 12 160.08 |
| 2014年10月8日 - 11日  | ISUジュニアグランプリ クロアチア杯（ザグレブ）                 | 4 51.30  | 2 107.93 | 3 159.23  |
| 2014年10月1日 - 5日   | ISUジュニアグランプリ ブラエオン・シュベルター杯（ドレスデン） | 3 52.89  | 3 96.27  | 3 149.16  |

| 2013-2014 シーズン    |                                                      |         |          |          |
| 開催日                | 大会名                                               | SP      | FS       | 結果     |
| 2014年1月22日 - 25日  | ロシアジュニアフィギュアスケート選手権（サランスク） | 5 63.24 | 3 123.26 | 3 186.50 |
| 2013年12月22日 - 27日 | ロシアフィギュアスケート選手権（ソチ）               | 5 64.07 | 4 131.32 | 4 195.39 |
| 2013年12月5日 - 8日   | 2013/2014 ISUジュニアグランプリファイナル（福岡）    | 4 51.27 | 4 106.50 | 5 157.77 |
| 2013年10月2日 - 6日   | ISUジュニアグランプリ チェコスケート（オストラヴァ） | 1 63.43 | 1 117.75 | 1 181.18 |
| 2013年9月11日 - 15日  | ISUジュニアグランプリ コシツェ（コシツェ）           | 2 60.38 | 1 114.73 | 2 175.11 |

## プログラム使用曲
| シーズン  | SP                                                      | FS                                                                     | EX                                     |
| --------- | ------------------------------------------------------- | ---------------------------------------------------------------------- | -------------------------------------- |
| 2015-2016 | Io ti penso amore ボーカル：アンドレア・デック          | マラゲーニャ 作曲：エルネスト・レクオーナ ボーカル：コニー・フランシス |                                        |
| 2014-2015 | ロシア映画『スパイ』より 作曲：ユーリ・ポテーンコ       | バレエ音楽『火の鳥』より 作曲：イーゴリ・ストラヴィンスキー            |                                        |
| 2013-2014 | バレエ音楽『ドン・キホーテ』より 作曲：レオン・ミンクス | Bahrain - Oriental Medley                                              | Conga 曲：マイアミ・サウンド・マシーン |